# NGC 2793
NGC 2793 (również PGC 26189 lub UGC 4894) – magellaniczna galaktyka spiralna z poprzeczką (SBm), znajdująca się w gwiazdozbiorze Rysia. Odkrył ją John Herschel 6 marca 1828 roku.